# 古鱷亞目

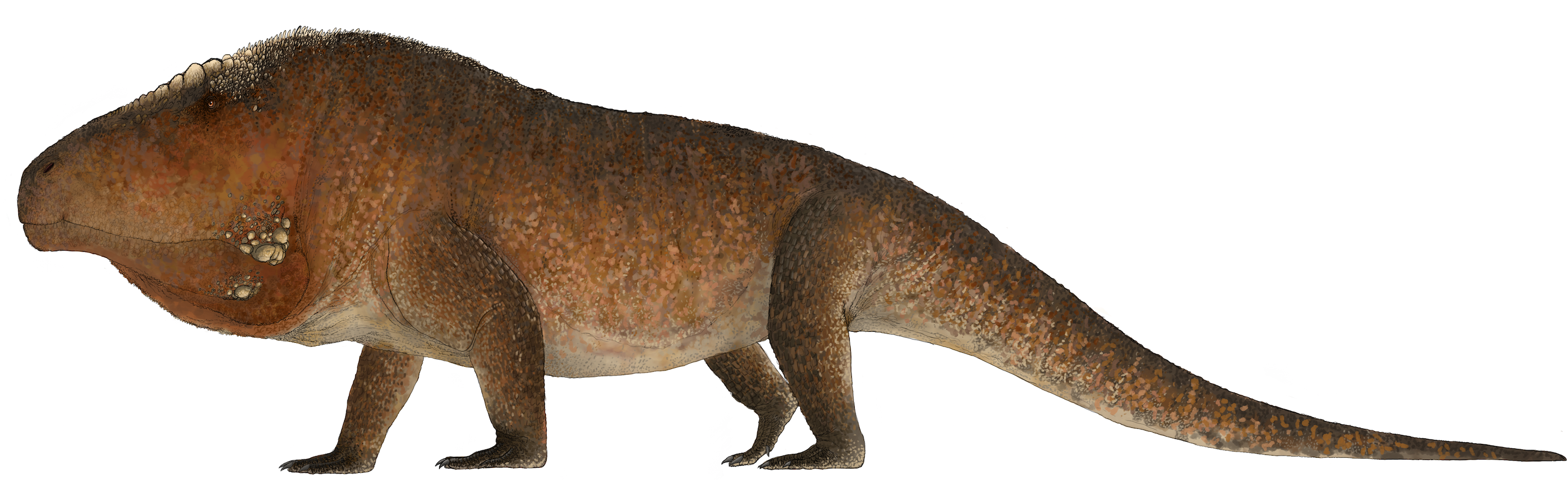
引鱷科，曾是古鱷亞目下的一個科

古鱷亞目（Proterosuchia）是槽齒目的一個亞目，是其中最原始且為祖先的物種。牠們是原始的主龍類，外型稍微類似鱷魚，大多數生存於早三疊紀。
在1906，羅伯特·布魯姆（Robert Broom）建立起古鱷亞目名稱。在較晚的分類裡，包括古鱷科、引鱷科、原鱷龍科。
在親緣分支分類法之中，這是個並系群分類，而非自然演化支，這名稱不再使用，但還是可以在許多分類書中見到，包括Robert Carroll的《Vertebrate Paleontology and Evolution》。
在最近的古生物研究中，古鱷亞目構成基礎主龍形類；也就是說，牠們屬於主龍形類，但不是主龍類的物種。